# Corton Denham
Corton Denham är en ort och civil parish i Storbritannien.   Den ligger i grevskapet Somerset och riksdelen England, i den södra delen av landet, 180 km väster om huvudstaden London. Corton Denham ligger 116 meter över havet och antalet invånare är 210.
Terrängen runt Corton Denham är platt. Runt Corton Denham är det ganska tätbefolkat, med 100 invånare per kvadratkilometer. Närmaste större samhälle är Yeovil, 10,1 km sydväst om Corton Denham. Omgivningarna runt Corton Denham är en mosaik av jordbruksmark och naturlig växtlighet.